# ストップオーバー
ストップオーバー（英語: Stopover, S/O、アメリカ英語: Layover）または途中降機（とちゅうこうき）とは、複数航空路線の乗継をする場合において、乗継地点に24時間以上滞在することを指す。
航空券の発行上、途中降機地点とそうでない単なる乗継地点は明確に区分される。

## 追加運賃
格安航空券や正規割引運賃の場合、ストップオーバーに関しては割引の度合いに応じ、制限がかかることが多い。またストップオーバーをする回数、地点に応じて、所定の追加運賃が課せられる場合がある。

## 航空券上の表記
複数券を乗り継ぐ航空券の場合、ストップオーバー地点とそうでない地点では以下のように表記に差が生じる（航空会社により様式は異なることがある）。
東京（成田）－（全日本空輸）－香港－（タイ国際航空）－バンコク－（シンガポール航空）－シンガポールと乗り継ぐ場合で、香港では途中降機せず、バンコクでは途中降機する場合。
- NRT NH X/HKG TG BKK SQ SIN